# 1776
Évszázadok: 17. század – 18. század – 19. század
Évtizedek: 1720-as évek – 1730-as évek – 1740-es évek – 1750-es évek – 1760-as évek – 1770-es évek – 1780-as évek – 1790-es évek – 1800-as évek – 1810-es évek – 1820-as évek
Évek: 1771 – 1772 – 1773 – 1774 –  1775 – 1776 – 1777 – 1778 – 1779 – 1780 – 1781

## Események

### Határozott dátumú események
- január 1. – Gróf Batthyány Józsefet kinevezik esztergomi érsekké.[1]
- március 4. – Az amerikai haderők elfoglalják Boston legmagasabban fekvő területét (Dorchester Heights(wd)).[2]
- március 13. – VI. Piusz pápa Romanus Pontifex kezdetű bullájával – az Esztergomi Főegyházmegye felosztásával – megalapítja a szepesi, besztercebányai és rozsnyói egyházmegyét.[3]
- március 22. – Mária Terézia rendelettel írja elő a vármegyéknek, hogy szüntessék be a kínvallatást.[4]
- május 1. - Adam Weishaupt megalakítja az Perfektibilisták szövetségét, ami később illuminátus rend néven lett ismertté.[5]
- május 4. - Rhode Island elsőként nyilvánítja ki a brit tróntól való függetlenségét.[6]
- július 4. – A Kontinentális kongresszus elfogadja Thomas Jefferson által megfogalmazott függetlenségi nyilatkozatot, és ezzel megalakul az Amerikai Egyesült Államok.[7]
- december 25–26. – George Washington győzelme Trentonnál(wd).[7]

## Születések
- január 24. – E. T. A. Hoffmann, a német romantika kiemelkedő írója, komponista, zenekritikus, karmester, jogász, grafikus és karikaturista († 1822)
- március 9. – József nádor, (Erzherzog Joseph Anton Johann Baptist von Österreich), német-római császári herceg, osztrák főherceg, magyar királyi herceg, császári-királyi tábornagy, 1796-tól haláláig Magyarország nádora, a Habsburg-ház ún. magyar vagy nádori ágának megalapítója († 1847)
- március 11. – Christian Heyser, erdélyi szász evangélikus lelkész, drámaíró († 1839)
- május 4. – Johann Friedrich Herbart, német filozófus, pedagógus († 1841)
- május 7. – Berzsenyi Dániel, költő († 1836)
- május 9. – Nyiry István, természettudós, matematikus, az MTA tagja († 1838)
- augusztus 9. – Amedeo Avogadro, olasz természettudós († 1856)
- augusztus 27. – Barthold Georg Niebuhr, német történész, közgazdász, diplomata († 1831)
- december 7. – Lacsny Miklós mezőgazdász, országgyűlési követ, az első két magyarországi cukorgyár alapítója. († 1857)
- december 16. – Johann Ritter német vegyész, fizikus és filozófus († 1810)

## Halálozások
- január 5. – Philipp Ludwig Statius Müller, német zoológus, ornitológus és entomológus (* 1725)
- augusztus 25. – David Hume, skót filozófus és történész (* 1711)
- november 16. – Ajtai Mihály, a nagyenyedi főiskola tanára (* 1704)
- december 14. – Johann Jakob Breitinger, svájci filológus és író (* 1701)